# Найграндіозніше шоу на Землі: доказ еволюції
«Найграндіозніше шоу на Землі: доказ Еволюції» (англ. The Greatest Show on Earth: The  Evidence for Evolution, 2009) — книга британського еволюціоніста Річарда Докінза, присвячена теорії еволюції.
Річард Докінз написав ряд книжок про еволюцію, починаючи із його перших двох книжок «Егоїстичний ген» (1976) і «Розширений фенотип» (1982). За ними слідували три книги, в яких робилась спроба прояснити деякі загальні помилки в розумінні теорії еволюції. Його останній документальний серіал «Геній Чарлза Дарвіна» присвячений життю Чарлза Дарвіна і наводить деякі з доказів теорії еволюції.
Попри ці та інші роботи, Докінз відчув, що насправді раніше ніколи не брався за всебічне висвітлення власне доказів еволюції, тому вирішив присвятити цій темі свою нову книгу «Найбільше видовище Землі».

## Короткий огляд
2020 року книгу перекладено і видано в Україні, Клубом сімейного дозвілля, з варіантом назви: «Найграндіозніше шоу на Землі: доказ Еволюції».
В передмові Докінз зазначає:

| Ця книга — мій власний виклад доказів того, що «теорія» еволюції насправді є фактом, таким самим незаперечним як будь-який інший в науці.[2] |
Книга складається із 13 розділів:
1. Тільки теорія?
2. Собаки, корови і капуста
3. Шлях насолод до макроеволюції
4. Тиша і повільний час
5. Прямо у нас на очах
6. Відсутня ланка? Що означає відсутня?
7. Відсутні особини? Більше не відсутні
8. Ви зробили це самі протягом дев'яти місяців
9. Ковчег континентів
10. Дерево спорідненості
11. Історія вписана всюди в нас
12. Гонка озброєння і «Еволюційна Теодицея»
13. Є велич в цьому погляді на життя